# Su Yiming
Su Yiming (en chinois : 苏翊鸣), né en 2004, est un snowboardeur chinois qui a remporté la médaille d'argent du Slopestyle des Jeux olympiques d'hiver de 2022 à Pékin.
Su est reconnu comme le premier snowboarder à avoir réussi une vrille aérienne à 1980 degrés. Il aime également le surf. Au cinéma, il figure dans le film La Bataille de la Montagne du Tigre (2014) de Tsui Hark ainsi que dans la série The Wolf.

## Palmarès

### Jeux olympiques d'hiver
- Médaillé d'or en Big air à Pékin en 2022
- Médaillé d'argent en Slopestyle à Pékin en 2022

### Championnats du monde
- Championnats du monde 2025 à Engadine (Suisse) :
  -  Médaille d'argent en slopestyle.

### Coupe du monde
- 4 podiums dont 2 victoires.

#### Détails des victoires
| Épreuve / Édition | Big air           |
| ----------------- | ----------------- |
| 2021-2022         | Steamboat Springs |
| 2023-2024         | Pékin             |

## Filmographie
- 2014 : La Bataille de la Montagne du Tigre de Tsui Hark